# 長野県長野商業高等学校
長野県長野商業高等学校（ながのけんながのしょうぎょうこうとうがっこう）は、長野県長野市に在る県立商業高等学校。通称、長商（ちょうしょう）と呼ばれている。

## 概観
1900年に開校。商業学習の実践的な活動として、模擬株式会社「長商デパート」を開催している。
野球部は甲子園へ11回出場（春3回、夏8回）し、最高戦績はベスト4。

### 教育目標
- より高い教養と、より専門的な知識・技術の習得を目指し、自ら学び積極的に物事に取り組む意欲のある生徒の育成。
- サービス経済化・国際化の進展に伴い、社会の変化に主体的に対応できる能力の育成。
- 誠実・努力をモットーに実践力のある生徒の育成。
- 規律・礼儀等の基本的生活習慣を確立し、学生らしいエチケットを身につけた生徒の育成。

## 沿革
（沿革節の主要な出典は公式サイト）
- 1900年（明治33年）6月11日 - 長野市立乙種商業学校として開校。
- 1901年（明治34年）9月10日 - 長野市立甲種商業学校へ転換。
- 1902年（明治35年）9月 - 長商デパートの前身、第1回物品販売を開催。
- 1913年（大正2年）3月26日 - 長野市立長野商業学校と改称。
- 1922年（大正11年）4月1日 - 長野県へ移管。長野県長野商業学校となる。
- 1931年（昭和6年） - 模擬株式会社長商デパートを開始。
- 1944年（昭和19年）4月6日 - 長野女子商業学校が開校。
- 1948年（昭和23年）4月1日 - 学制改革により、長野県長野商業学校が、長野県長野商業高等学校となり、長野女子商業学校を併合。商業科を設置。
- 1999年（平成11年）3月31日 - 定時制商業科を閉科。
- 2000年（平成12年）11月18日 - 長商 創立100周年記念式典。
- 2001年（平成13年）4月1日 - 会計科を設置。
- 2010年（平成22年）11月20日 - 創立110周年記念式典。

## 定時制
- 定時制は単位制であり、学年がない。自らの能力に合わせて、自ら授業を選ぶことができる。転入学・編入学してくる生徒も多い。

## 基礎データ

### 校章
- 二重桜に『商』の文字。

### 校歌・応援歌
- 校歌[3]（作詞：高田浪吉 作曲下総皖一）
- 長商デパートイメージソング[4]

（作詞作曲：小池雄治）

### 最寄駅
- 長野電鉄長野線：権堂駅

## 歴代校長
- 丸山弁三郎 - 1914年から1922年の間、校長を務めた。後に第5代長野市長，衆議院議員（1期）を務め、衆院議員時代の1940年2月には斎藤隆夫の反軍演説に際して、斎藤を除名しようとした決議で反対票を入れた7人の議員のうちの1人となった。

## 著名な出身者
- 青木拡憲 - 実業家、AOKIホールディングス（紳士服の青木）創業者
- 太田美知彦 - 作曲家
- 綿内克幸 - シンガーソングライター
- 北野次登 - 北野建設最高顧問
- 古今亭菊春 - 落語家
- 小林尊 - フードファイター
- 坂井良多 - お笑い芸人（鬼越トマホークメンバー）
- 土肥省三 - 元プロ野球選手
- 宮崎仁郎 - 元プロ野球選手
- 加藤智男 - 元プロ野球選手
- 水野忠彦 - 元プロ野球選手
- 金子千尋 - 元プロ野球選手（オリックスバファローズ→北海道日本ハムファイターズ）
- 大関さおり - モデル
- 岡田伊津美 － 女子プロゴルファー（JLPGA)
- 十味 － グラビアアイドル